# Наваб Ауда

Флаг навабов Ауда

Наваб Ауда — титул правителей Ауда в XVIII—XIX веках.

## История
В 1722 году падишах Мухаммад Шах назначил Саадата Али Хана губернатором Ауда. Первоначально тот носил титул «назим» («губернатор»), однако вскоре он сделался «навабом» («князем»). Несмотря на провозглашение номинальной верности императору, навабы Ауда стали передавать титул по наследству, сделавшись, фактически, независимыми правителями. Их столицей стал Файзабад.
Британская Ост-Индская компания, базировавшаяся в Калькутте, стремилась заполучить богатства Ауда в свои руки. Шуджа ад-Даула попытался изгнать англичан, но был разбит в 1764 году в битве при Буксаре, и Ауд потерял значительную территорию. После этого наваб предпочёл подружиться с британцами.
Под предлогом защиты Ауда от внешних врагов британцы постепенно отнимали у наваба форт за фортом, вынуждая его при этом увеличивать выплаты Ост-Индской компании. В 1773 году наваб был вынужден допустить, чтобы в Лакхнау поселился британский резидент, а Компания стала контролировать всю внешнюю политику княжества. В 1775 году наваб Асаф ад-Даула, стремясь уйти из-под контроля самовластной матери, перенёс столицу из Файзабада в Лакхнау. Вскоре именно британский резидент стал распоряжаться княжеством, а наваб сделался в основном номинальной фигурой.
В 1798 году британский резидент сместил наваба Вазира Али под предлогом, что тот не был реальным сыном своего отца, и посадил на престол его брата Саадата Али Хана. Смещённый Вазир Али убил британского резидента в Бенаресе. Это вынудило генерал-губернатора Ричарда Уэлсли вмешаться, и по договору 1801 года навабу пришлось распустить свою армию и платить большую сумму на содержание британского воинского контингента, а также смириться с новыми территориальными потерями.
В середине XIX века британцы решили подчинить Ауд себе полностью, и в 1856 году он был аннексирован, а последний наваб — арестован. В следующем году войска из бывшего Ауда начали восстание сипаев.

## Список навабов
| Портрет | Тронное имя                                                            | Личное имя                                           | Родился | Правление | Умер |
| ------- | ---------------------------------------------------------------------- | ---------------------------------------------------- | ------- | --------- | ---- |
|         | Бурхан уль-Мульк Саадат Хан برہان الملک سعادت خان‎                      | Мир Мухаммад Амин Мусави                             | 1680    | 1722-1739 | 1739 |
|         | Абул-Мансур хан Сафдар Джанг ابو المنصور خان صفدرجنگ‎                   | Мухаммад Муким                                       | 1708    | 1737-1753 | 1754 |
|         | Шуджа ад-Даула شجاع الدولہ‎                                             | Джалал-уд-дин Хайдер Абул-Мансур Хан                 | 1732    | 1753-1775 | 1775 |
|         | Асаф ад-Даула آصف الدولہ‎                                               | Мухаммад Яхья Мирза Амани                            | 1748    | 1775-1797 | 1797 |
|         | Асиф Джах Мирза                                                        | Вазир Али Хан وزیر علی خان‎                           | 1780    | 1797-1798 | 1817 |
|         | Ямин ад-Даула                                                          | Саадат Али Хан II سعادت علی خان‎                      | 1752    | 1798-1814 | 1814 |
|         | Рафаат ад-Даула Падшах-и-Ауд                                           | Абул-Музаффар Гази-уд-Дин Хайдар Хан غازی الدیں حیدر‎ | 1769    | 1814-1827 | 1827 |
|         | Насир-уд-Дин Хайдар Шах Хан Haidar Shah Jahan ناصر الدیں حیدر شاہ ‌جہاں‎ | Абул-Мансур Кутб уд-Дин Сулейман Джах                | 1827    | 1827-1837 | 1837 |
|         | Абул Фатих Моин уд-Дин                                                 | Мухаммад Али Шах محمّد علی شاہ‎                        | 1777    | 1837-1842 | 1842 |
|         | Наджм ад-Даула Абл-Музаффар Муслех уд-Дин                              | Амджад Али Шах امجد علی شاہ‎                          | 1801    | 1842-1847 | 1847 |
|         | Абул-Мансур Мирза                                                      | Ваджид Али Шах واجد علی شاہ‎                          | 1822    | 1847-1856 | 1887 |
|         | Бегум Хазрат Махал بیگم حضرت محل‎                                       | Мухаммади-ханум                                      |         | '         | 1879 |
|         | Бирджис Кадр برجیس قدر‎                                                 | Рамзан Али رمضان علی‎                                 |         | 1845-1893 | 1893 |